# Acrolophus sacchari
Acrolophus sacchari är en fjärilsart som beskrevs av August Busck 1914. Acrolophus sacchari ingår i släktet Acrolophus och familjen Acrolophidae. Inga underarter finns listade i Catalogue of Life.